# Bucy-Saint-Liphard
Bucy-Saint-Liphard – miejscowość i gmina we Francji, w Regionie Centralnym, w departamencie Loiret.
Według danych na rok 1990 gminę zamieszkiwało 227 osób, a gęstość zaludnienia wynosiła 13 osób/km² (wśród 1842 gmin Regionu Centralnego Bucy-Saint-Liphard plasuje się na 913. miejscu pod względem liczby ludności, natomiast pod względem powierzchni na miejscu 771.).